# Periselenum
Auf einer elliptischen Umlaufbahn um den Mond bezeichnet das Periselenum (auch Perilun) den Punkt der geringsten Entfernung und/oder diese Entfernung selbst. In der Raumfahrt wird in der Regel damit die Entfernung von einem Flugkörper zur Oberfläche des umrundeten Himmelskörpers bezeichnet (nicht zu dessen Zentrum).
Entsprechend ist das Aposelenum der entfernteste bzw. höchste Punkt. Diese Bezeichnungen der Mond-Apsiden stehen analog zu Perigäum (Erdnähe) und Apogäum (Erdferne) für Ort und Zeit der Maximalwerte einer Umlaufbahn. Sie setzen sich aus den griechischen Wörtern Apo (fern) bzw. Peri (nah) und Selene (Name der Mondgöttin) zusammen.
Während des Apollo-Programms wurde von der NASA auch der Begriff „Pericynthion“ verwendet (nach Cynthia, einem Beinamen der Artemis, mit der Selene auch identifiziert wird).